# Bleusea
Bleusea is een geslacht van kevers uit de familie van de loopkevers (Carabidae). De wetenschappelijke naam van het geslacht is voor het eerst geldig gepubliceerd in 1897 door Bedel.

## Soorten
Het geslacht Bleusea omvat de volgende soorten:
- Bleusea ammophila Tschitscherine, 1898
- Bleusea deserticola Bedel, 1897